# Воллес і Ґроміт: Великий вихідний
«Воллес і Ґроміт: Великий вихідний» (англ. A Grand Day Out) — британський анімаційний короткометражний фільм 1989 року Ніка Парка, створений у Національній школі кіно й телебачення в Бейконсфілді та Aardman Animations у Бристолі. Перший фільм у серії «Воллес і Ґроміт».
Прем'єра фільму відбулася 4 листопада 1989 року на анімаційному фестивалі «Arnolfini Gallery» у Бристолі. Вперше вона вийшла в ефір напередодні Різдва 1990 року на Channel 4.
«Воллес і Ґроміт: Великий вихідний» здобув номінацію «Найкращий анімаційний короткометражний фільм» в рамках кінопремії «Оскар» у 1991 році.